# Bundelchloormycena
De bundelchloormycena (Mycena stipata) is een schimmel behorend tot de familie Mycenaceae. Hij leeft saprotroof op sterk verrotte stammen van Den (Pinus) op humeuze zandgrond.

## Kenmerken

### Uiterlijke kenmerken
Hoed
De hoed met een diameter van 10-30 mm, kegelvormig tot klokvormig, die uiteindelijk meer convex wordt met een donkerbruine kleur en een witte rand in jongere exemplaren. 
Lamellen
De lamellen zijn grijs tot donkergrijs met een bleke rand. 
Steel
De steel is hol, fragiel, recht tot gebogen, bedekt met een laagje witte vezels aan de basis en heeft een bruine kleur. 
Geur en smaak
De geur is nitreus en de smaak onaangenaam en enigszins samentrekkend.

### Microscopische kenmerken
De basidia een grootte van 25-30 x 8-9 µm en zijn ze knotsvormig met vier sporen. De sporen zijn glad en amyloide met afmetingen van 9-11,5 x 5,3-6,5 µm. De cheilocystidia vormen een steriele band en hebben verschillende vormen, zoals flesvormig of cilindrisch, met een kortere of langere nek. Er zijn geen pleurocystidia aanwezig. Het lamellaire trama vertoont dextrinoïde reactie en wordt bruinachtig in Melzers reagens. Gespen zijn aanwezig in alle weefsels.

## Verspreiding
In Nederland komt de bunderlchloormycena vrij algemeen voor.